# بارت ام۸۲
بارِت ام۸۲ (به انگلیسی: Barrett M82) یک تفنگ نیمه‌اتوماتیک ضد زره است که توسط شرکت تولیدی جنگ‌افزار بارت در ایالات متحده آمریکا تولید می‌شود. مسلح‌شدن این اسلحه با مکانیسم عملکرد پس‌زنی می‌باشد. بارت ام۸۲ یک تفنگ دوربین‌دار سنگین با عملکرد ویژه می‌باشد که از سوی بسیاری از نیروهای نظامی در سراسر جهان به‌کار گرفته می‌شود. به واسطهٔ استفاده از فشنگ ۰٫۵۰ بی‌ام‌جی این اسلحه در انگلیسی به Light Fifty معرف شده‌است. با وجود این که این تفنگ برای مأموریت ضد تجهیزات ساخته شده اما به صورت ضد نفر هم استفاده می‌شود. این سلاح کالیبر ۵۰ براونینگ(۱۲٫۷ در ۹۹ میلی‌متر ناتو) را شلیک می‌کند. این سلاح نسبت به انواع قبلی وزنش به مقدار قابل توجهی کاهش یافته‌است. این سلاح در نوع است: ام-82a1 (یاa3) و ام-82a2) که بولپاپ است.

## به‌کاربرندگان
- آلمان
- اردن
- اسپانیا
- استرالیا: یگان عملیاتی ویژه در افغانستان
- اسرائیل
- امارات متحده عربی
- ایالات متحده آمریکا
- ایتالیا
- بحرین
- برزیل
- بریتانیا
- بلژیک
- بوتان (کشور)
- بوتسوانا
- پرتغال
- ترکیه
- جمهوری چک
- دانمارک
- سنگاپور
- سوئد
- شیلی
- عربستان سعودی
- عمان
- فرانسه
- فنلاند
- فیلیپین
- قطر
- کویت
- گرجستان: نیروهای مسلح گرجستان و نیروی ویژه گرجستان
- لبنان
- لهستان
- لیتوانی: نیروهای مسلح لیتوانی
- مالزی
- مکزیک
- نروژ
- هلند
- هند
- یونان